# SimTown
SimTown est un jeu vidéo de gestion de type city-builder pour Microsoft Windows et OS/2 édité en 1995 par Maxis ressemblant à SimCity mais sur une échelle plus réduite (village). SimTown permet au joueur de construire un village composé de rues, maisons, entreprises et parcs. SimTown vise un public jeune (enfants de 6 à 10 ans).

## Objectifs
L'objectif principal consiste à garder les citoyens du village heureux. Pour accomplir ceci, le joueur doit garder le village propre, fournir un bon approvisionnement en eau courante, mettre en place un programme de recyclage, etc. De plus, le nombre d'emplois doit être à peu près égal au nombre d'habitants, et vice-versa, afin d'éviter les crises d'emplois ou de logements.

## Villages préconçus
Le joueur peut commencer un village à partir de zéro mais peut également jouer sur l'un des villages fournis avec le jeu. Divers scénarios existent : « Starter Towns », « Fixer-upper Towns», « Eco-villians », « Natural Resources and Credits », et « Awards ». Les « Starter Towns » sont des villages déjà construits jusqu'à un certain point et tournent autour d'un thème précis : village basé sur des routes, sur des parcs, etc. Ces villages permettent au joueur inexpérimenté de prendre en main le jeu plus facilement en démarrant d'un village déjà existant. Les « Fixer-Upper Towns » sont des villages ayant un problème spécifique et c'est au joueur de le résoudre : problème de pollution atmosphérique, pas d'arbre, pas de service de police et pas d'eau courante. Ces scénarios s'adressent à des joueurs expérimentés qui comprennent bien les principes de base du jeu et qui sont à la recherche de challenges pour améliorer leurs compétences.